# Кушеево
Куше́ево (баш. Ҡушый) — деревня в Абзелиловском районе Республики Башкортостан Российский Федерации. Входит в состав Давлетовского сельсовета.

## География
Стоит на реке Кумаксаз.

### Географическое положение
Расстояние до:
- районного центра (Аскарово): 9 км,
- центра сельсовета (Давлетово): 3 км,
- ближайшей железнодорожной станции (Магнитогорск-Пассажирский): 38 км.

## Население
| 1968 | 2002 | 2009 | 2010 |
| ---- | ---- | ---- | ---- |
| 302  | ↗324 | ↗399 | ↘374 |

Согласно переписи 2002 года, преобладающая национальность — башкиры (98 %).

## Инфраструктура
Личное подсобное хозяйство с зоной сельскохозяйственного использования, индивидуальная застройка усадебного типа.
Фельдшерско-акушерский пункт.

## Транспорт
Остановка общественного транспорта «Кушеево» на автодороге регионального значения 80К-001 Аскарово — Давлетово — аэропорт Магнитогорск.

## Религия
В деревне есть мечеть.

## Достопримечательности
Памятник участникам Великой Отечественной войны 1941—1945 гг.
Находится рядом с озером Чебаркуль.

## Известные уроженцы
- Сулейманов Валиахмет Гималович (15 апреля 1924 года — 15 июля 2011 года) — командир орудийного расчёта 20-го отдельного гвардейского истребительно-противотанкового ордена Александра Невского дивизиона 15-й гвардейской стрелковой дивизии, гвардии старший сержант, полный кавалер ордена Славы.